# 마준
마준(튀르키예어: macun) 또는 마준 셰케리(튀르키예어: macun şekeri)는 터키의 사탕 페이스트이다. 과거에 약재로 쓰던 메시르 마주누에서 발전한 간식이며, 설탕에 허브와 향신료를 넣고 졸여 만든다. 베르가못, 계피, 매스틱, 민트, 장미, 레몬, 자두 등으로 향미와 여러 가지 색깔을 내며, 칸칸이 구획지어진 둥근 용기에 담아서, "마준주 마블라이(macuncu mablaği)"나 "마준케시(macunkeş)"라 불리는 도구로 뜬 다음 작은 막대기에 둘둘 감아 먹는다. 야외에서 길거리 음식으로 판매되는 경우가 많다. 마준을 만들어 주는 사람이 "마준주(macuncu)"라 불린다.

## 같이 보기
- 키누스키
- 토피